# Speranza 1912 Football Club
L'Associazione Sportiva Dilettantistica Speranza 1912 Football Club, meglio nota come Speranza, è una società calcistica italiana, con sede nella città di Savona.
Milita in Prima Categoria, settima divisione del campionato italiano.

## Storia

### Le origini e la fondazione
La società è stata fondata nel 1912 da alcuni giovani abitanti nella maggior parte il vecchio rione dei Cassari, che cominciarono a riunirsi domenicalmente prima, quasi ogni sera dopo, ora sulla piazza Felice Cavallotti, ora sul duro selciato dell'ampio terrazzo di corso Mazzini; questi giovani si riunivano in quanto accomunati dalla passione per il football. I primi incontri sono per lo più gare nelle quali è in gioco la rivalità dei rioni, ma a poco a poco, alle prime gare sul duro selciato della "Terrazzetta" si costituiscono i primi incontri con autentiche squadre, disputati nell'ospitale piazza d'Armi. Nasce così ufficialmente lo Speranza F.B.C. e il suo nome viene appunto scelto ad indicare la volontà e la fede dei fondatori in un avvenire di vittorie.

### I primi anni e trofei
Ben presto a quell'esiguo numero di pionieri si unirono numerosi supporters. Inizia così la vera storia calcistica dello Speranza Football Club che nel 1914 si aggiudica la coppa del Comune di Albenga, nei primi mesi del 1915 vince il torneo indetto dalla Libertas di Savona e quindi partecipa al Campionato Ligure indipendenti.
La prima guerra mondiale ha come vittima il portiere Francesco Ponti, quindi l'attività della squadra si interrompe. Terminata la guerra, sul finire del 1918 lo Speranza radunate e riordinate le file riprende in pieno la propria attività. Dopo aver riaffermata la propria superiorità sulle consorelle locali sconfitte nelle partite giocate contro (Aurora, Miramare) entra, nel gennaio del 1919, nei quadri federali. Nella stessa stagione vince il girone ligure della Riviera di Ponente del Campionato di III divisione.
Nel 1920 sorge il rettangolo di gioco della Valletta San Michele. Incluso nel campionato di promozione, lo Speranza termina al primo posto nel proprio girone e dopo una serie di partite annullate, rinviate, al secondo in quello finale.

### La massima serie
La stagione 1921-1922 vede la società savonese superare le partite di selezione tra le squadre rimaste fedeli alla Federazione e classificarsi al secondo posto nel proprio girone. Nello stesso anno grazie all'attività del presidente dott. Camillo Frugoni e all'opera dei sigg. Bozzano e Falco vennero migliorate le installazioni del campo sportivo. In virtù della classifica conseguita, lo Speranza acquisì il diritto di essere iscritto d'ufficio tra le squadre chiamate a disputare il massimo campionato nazionale, nella stagione 1922-1923. Lo Speranza era dunque riuscito in tre anni a raggiungere la massima serie.
Assegnato nel girone A della Lega Nord, si trovò a lottare con squadra già da anni in quelle categorie, ottenendo quindi l'ultimo posto in graduatoria. Nello stesso anno, grazie all'opera del presidente sig. Bozzano Nicolò, vennero ampliate le tribune e migliorato il fondo campo.

### La retrocessione in seconda serie e la fusione
Retrocessa nella categoria immediatamente inferiore (Prima Divisione), lo Speranza F.B.C. rimase con alterne vicende sino al 1927, quando per imposizione politica del fascismo venne sciolto e fuso col Savona F.B.C..

### La rinascita
Finito il ventennio, lo Speranza F.B.C. il 1º luglio del 1945, riuniti in assemblea generale i vecchi e nuovi soci, decretò ufficialmente la sua ricostituzione e procedette alla nomina del nuovo Consigliere Direttivo.
Subito dopo lo Speranza iniziò la sua attività agonistica incontrando e battendo per 7-1 sul Campo di Corso Ricci la rappresentativa della Marina Inglese (Navy House). A questa seguì, alla distanza di pochi giorni, un'amichevole tra le vecchie glorie dello Speranza e dell'Andrea Doria, terminando con la vittoria dei genovesi per 3-1. Nello stesso anno (1945-1946) la squadra si iscrisse al Campionato di Serie C nazionale e venne incluso nel girone ligure-piemontese.

### Gli anni '50 e lo scioglimento
Questi sono anni dove lo Speranza non vive anni gloriosi e non compaiono risultati degni di nota, fino al 1955 anno in cui avviene la fusione tra lo Speranza Savona e il Libertà e Lavoro, la neo-società si iscrive al campionato di Prima Divisione Liguria con la denominazione Libertà e Lavoro. Solo tre anni dopo cambia la sua denominazione in Libertà e Lavoro Speranza. Nonostante la fusione la società non vive anni di gloria, stazionandosi in Seconda Categoria Liguria fino al 1965 quando avviene lo scioglimento, ad eccezione del campionato 1976-1977 quando il Libertà e Lavoro si iscrive al campionato di Seconda Categoria, lasciando nuovamente la scena l'anno successivo.

### La fusione e la rinascita definitiva dello Speranza
Nel 1993 un gruppo di dirigenti di due Società sportive presentano la documentazione alla FIGC per la fusione dell'U.S. Villapiana Don Bosco e l'U.S. Lavagnola 78 creando l'U.S. Speranza Savona che diventerà nel 2003 F.C. Speranza 1912, e successivamente Associazione Sportiva Dilettantistica. Da quel momento i savonesi le hanno tentate tutte per salire di categoria, allestendo autentici squadroni ma fallendo per sei stagioni consecutive tutti i tentativi finché nella stagione 1999-2000, quando pareva che la squadra non fosse all'altezza degli anni precedenti, è giunta l'agognata promozione in Prima Categoria Liguria. Nelle stagioni successive vi è un alternarsi tra Prima e Seconda Categoria senza però risultati degni di nota.
Oggi la nuova società partecipa quindi nei vari campionati del Settore Giovanile della FIGC e con la categoria Juniores, la prima squadra milita in Prima Categoria Liguria.
Dalla sua rifondazione lo Speranza Calcio ha vissuto la miglior stagione nell'annata 2016-2017 conquistando il 4º posto nel Girone A di Prima Categoria Liguria. La squadra guidata da mister Frumento ha ottenuto 52 punti, segnando 52 reti e subendone 35. I giocatori che hanno permesso questo sono: Albarello, Avanzini, Bardhi, Cagnone, Castiglia, Cham, Corti, Di Roccia, Gilardoni, Grasso, Janneh, Komoni, Leskaj, Lilaj, Marrapodi, Molinari, Motta, Orefice, Osman, Quintavalle, Salani, Siri, Valvassura, Vejseli, Xhuri.

## Cronistoria

### Statistiche di squadra
Speranza Savona è piazzato al 96º posto nella classifica perpetua del campionato italiano di calcio dal 1898 al 1929.

## Allenatori e Presidenti
- 1993-1994 -  Gambetta
- 1994-1996 -  Bruno Bruzzone
- 1996-1997 -  Becco
- 1997-1998 -  Ermanno Frumento
- 1998-1999 -  Barisone &  Musumeci
- 1999-2000 -  Musumeci
- 2000-2001 -  Musumeci &  Bagnasco
- 2014-2016 -  Rocco De Marco
- 2016-feb. 2019  Ermanno Frumento
- feb. 2019-giu. 2019  Bruno Bruzzone

- 2012-2016 -  Bruno Bruzzone &  Mario Rossello (Presidente Onorario)

## Palmarès
Competizioni nazionali
- Campioni in tour (leva 2004):2017

### Competizioni regionali
- Coppa "Città di Albenga":

https://upload.wikimedia.org/wikipedia/commons/thumb/d/dc/Coppa_Federale.svg/11px-Coppa_Federale.svg.png 1914
- Seconda Categoria Liguria:

1999-2000

### Altri piazzamenti
- Promozione:

Terzo posto: 1948-1949 (girone A)

## Statistiche e record
| Livello | Categoria                                           | Partecipazioni | Debutto   | Ultima stagione | Totale |
| ------- | --------------------------------------------------- | -------------- | --------- | --------------- | ------ |
| 1º      | Prima Divisione                                     | 1              | 1922-1923 | 1922-1923       | 1      |
| 2º      | Seconda Divisione                                   | 3              | 1923-1924 | 1925-1926       | 4      |
| 2º      | Prima Divisione Nord                                | 1              | 1926-1927 | 1926-1927       | 4      |
| 3º      | Serie C                                             | 3              | 1945-1946 | 1947-1948       | 3      |
| 4º      | Promozione (Lega Interregionale Nord)               | 2              | 1948-1949 | 1949-1950       | 2      |
| 5º      | Prima Divisione                                     | 2              | 1950-1951 | 1951-1952       | 4      |
| 5º      | Campionato Nazionale Dilettanti a livello Regionale | 1              | 1958-1959 | 1958-1959       | 4      |
| 5º      | Prima Categoria                                     | 1              | 1959-1960 | 1959-1960       | 4      |

Campionati C.R.L. disputati in tempi antichi: Prima Categoria 1921-1922, Promozione 1920-1921, Terza Categoria 1919-1920.